# Willy Kyrklund
Willy Kyrklund (Helsínquia, Finlândia, 1921 – m. Uppsala, Suécia, 2009) foi um escritor sueco-finlandês da Suécia.